# Slowdive
Slowdive es una banda de rock alternativo británica formada en 1989. El origen del nombre proviene de un sueño del bajista Nick Chaplin y de una conversación con Rachel Goswell que sugirió a «Slowdive», el nombre de un sencillo de uno de sus grupos preferidos, Siouxsie And The Banshees. El grupo es mayormente conocido por ser uno de los mayores exponentes de los géneros shoegaze y dream pop, y por su álbum Souvlaki (1993), catalogado uno de los tres pilares fundamentales del shoegaze.
Sus integrantes fueron Neil Halstead (guitarra y voz), Rachel Goswell (guitarra y voz), Nick Chaplin (bajo), Christian Savill (guitarra), Adrian Sell (batería en 1989), Simon Scott (batería entre 1990 y 1994) e Ian McCutcheon (batería desde 1994). Cuando Savill y Chaplin dejaron la banda después del lanzamiento del disco Pygmalion (1995), los miembros restantes formaron la banda Mojave 3.
En enero de 2014 anunciaron su retorno tras confirmar actuaciones en el festival realizado en Barcelona Primavera Sound y en Londres. También confirmaron sus intenciones de grabar nuevo material. El 5 de mayo de 2017, después de veintidós años, lanzaron un nuevo álbum homónimo.

## Miembros
- Rachel Goswell - Voz, guitarra, teclados y pandereta (1989 - 1995, 2014 - presente)
- Neil Halstead - Voz, guitarra y teclados (1989 - 1995, 2014 - presente)
- Christian Savill - Guitarra (1989 - 1995, 2014 - presente)
- Nick Chaplin - Bajo (1989 - 1995, 2014 - presente)
- Simon Scott - Batería (1989 - 1994, 2014 - presente)

## Exmiembros
- Adrian Sell - Batería (1989 - 1990)
- Nick Sell - Batería (1990 - 1991)
- Ian McCutcheon - Batería (1994 - 1995)

## Discografía
- Slowdive (1990) (EP)
- Just for a Day (1991)
- 5 EP (1993) (EP)
- Outside Your Room (1993) (EP)
- Souvlaki (1993)
- Pygmalion (1995)
- Slowdive (2017)
- Everything Is Alive (2023)